# Pelintung
Pelintung is een bestuurslaag in het regentschap Dumai van de provincie Riau, Indonesië. Pelintung telt 4743 inwoners (volkstelling 2010).